# Terry Redman
Pour les articles homonymes, voir Redman (homonymie).
Donald Terence (Terry) Redman (né le 16 avril 1963) est un homme politique australien. Il est membre du parti de la Western Australian Legislative Assembly depuis février 2005.